# Lijst van leden van de Kantonsraad van Zwitserland uit het kanton Glarus

Vlag van Glarus.

Dit artikel bevat een lijst van leden van de Kantonsraad van Zwitserland uit het kanton Glarus.
Glarus heeft zoals de meeste kantons twee vertegenwoordigers in de Kantonsraad.

## Lijst
| Naam                | Partij/fractie | Ambtsperiode        | Geboren | Overleden |
| ------------------- | -------------- | ------------------- | ------- | --------- |
| Heinrich Trümpy     | liberalen      | 1848-1849           | 1798    | 1866      |
| Johann Jakob Blumer | liberalen      | 1848-1872 1873-1874 | 1819    | 1875      |
| Joseph Weber        | liberalen      | 1849-1884           | 1805    | 1890      |
| Niklaus Tschudi     | liberalen      | 1872                | 1814    | 1892      |
| Peter Jenny         | liberalen      | 1875-1877           | 1824    | 1879      |
| Eduard Blumer       | DP/PD          | 1877-1888           | 1848    | 1925      |
| Esaja Zweifel       | liberalen      | 1884-1893           | 1827    | 1904      |
| Charles Mercier     | liberalen      | 1888-1889           | 1844    | 1889      |
| Peter Zweifel       | FDP/PRD        | 1890-1907           | 1833    | 1907      |
| Leonhard Blumer     | DP/PD          | 1893-1905           | 1844    | 1905      |
| Gottfried Heer      | DP/PD          | 1906-1914           | 1843    | 1921      |
| Philippe Mercier    | FDP/PRD        | 1907-1936           | 1872    | 1936      |
| David Legler        | DP/PD          | 1914-1920           | 1849    | 1920      |
| Edwin Hauser        | DP/PD          | 1921-1938           | 1864    | 1949      |
| Joachim Mercier     | FDP/PRD        | 1936-1946           | 1878    | 1946      |
| Melchior Hefti      | DP/PD          | 1938-1953           | 1879    | 1965      |
| Rudolf Stüssi       | FDP/PRD        | 1946-1962           | 1883    | 1982      |
| Heinrich Heer       | DP/PD          | 1953-1968           | 1900    | 1968      |
| Fridolin Stucki     | DP/PD SVP/UDC  | 1962-1978           | 1913    | 1996      |
| Peter Hefti         | FDP/PRD        | 1968-1990           | 1922    | 2012      |
| Hans Meier-Ott      | CVP/PDC        | 1978-1990           | 1920    | 2008      |
| Kaspar Rhyner       | FDP/PRD        | 1990-1998           | 1932    |           |
| Fritz Schiesser     | FDP/PRD        | 1990-2007           | 1954    |           |
| This Jenny          | SVP/UDC        | 1998-2014           | 1952    | 2014      |
| Pankraz Freitag     | FDP/PLR        | 2008-2013           | 1952    | 2013      |
| Thomas Hefti        | FDP/PLR        | 2014-2023           | 1959    |           |
| Werner Hösli        | SVP/UDC        | 2014-2019           | 1961    |           |
| Mathias Zopfi       | GPS/PES        | 2019-               | 1983    |           |
| Benjamin Mühlemann  | FDP/PLR        | 2023-               | 1979    |           |

Afkortingen
- CVP/PDC: Christendemocratische Volkspartij
- DP/PD: Democratische Partij
- FDP/PLR: Vrijzinnig-Democratische Partij.De Liberalen
- FDP/PRD: Vrijzinnig-Democratische Partij (huidige Vrijzinnig-Democratische Partij.De Liberalen)
- GPS/PES: Groene Partij van Zwitserland
- SVP/UDC: Zwitserse Volkspartij

Bondsraad
Lijst van leden van de Zwitserse Bondsraad · 
Lijst van bondspresidenten van Zwitserland
Nationale Raad
Aargau · 
Appenzell Ausserrhoden · 
Appenzell Innerrhoden · 
Basel-Landschaft · 
Basel-Stadt · 
Bern · 
Fribourg · 
Genève · 
Glarus · 
Graubünden · 
Jura

Luzern · 
Neuchâtel · 
Nidwalden · 
Obwalden · 
Sankt Gallen · 
Schaffhausen · 
Schwyz · 
Solothurn · 
Thurgau · 
Ticino · 
Uri · 
Vaud · 
Wallis · 
Zug · 
Zürich
1983-1987 · 
1987-1991 · 
1991-1995 · 
1995-1999 · 
1999-2003 · 
2003-2007 · 
2007-2011 · 
2011-2015 · 
2015-2019 · 
2019-2023 · 
2023-2027
Voorzitters
Kantonsraad
Aargau · 
Appenzell Ausserrhoden · 
Appenzell Innerrhoden · 
Basel-Landschaft · 
Basel-Stadt · 
Bern · 
Fribourg · 
Genève · 
Glarus · 
Graubünden · 
Jura

Luzern · 
Neuchâtel · 
Nidwalden · 
Obwalden · 
Sankt Gallen · 
Schaffhausen · 
Schwyz · 
Solothurn · 
Thurgau · 
Ticino · 
Uri · 
Vaud · 
Wallis · 
Zug · 
Zürich
1983-1987 · 
1987-1991 · 
1991-1995 · 
1995-1999 · 
1999-2003 · 
2003-2007 · 
2007-2011 · 
2011-2015 · 
2015-2019 · 
2019-2023 · 
2023-2027
Voorzitters